# نایتو ساداکاتسو
نایتو ساداکاتسو (به ژاپنی: 内藤貞勝); سامورایی، دایمیو اهل ژاپن در اواخر دوره سنگوکو و دوره آزوچی-مومویاما بود. وی صاحب قلعه یاگی در ولایت تانبا امروزه شهر نانتان، کیوتو در استان کیوتو بود. وی معاون فرماندار ولایت تانبا و به خاندان هوسوکاوا که فرمانداری این ولایت را در اختیار داشتند خدمت می‌کرد.